# Стародубівка (Краматорський район)
Староду́бівка — село Миколаївської міської громади Краматорського району Донецької області, Україна. Населення становить 223 осіб.
Біля села розташований ботанічний заказник «Крейдяне».

## Уродженці
- Коховський Всеволод Порфирійович — письменник і педагог.